# 유라시아넷
유라시아넷(Eurasianet)은 컬럼비아 대학교의 해리먼 연구소에 기반을 둔 뉴스 기관으로, 미국의 중앙아시아, 캅카스, 러시아 및 서남아시아 국가들에 대한 뉴스, 정보 및 분석을 제공한다. 2000년에 출범하여 열린사회재단(OSF)의 유라시아 프로젝트 후원 하에 운영되었다. 유라시아넷은 2016년에 분사하여 비과세 비영리 뉴스 기관이 되었다. 이 기관은 구글, OSF, 외무·영연방부, 아놀드 A. 솔트즈먼 전쟁 및 평화 연구소, 전미민주주의기금 및 기타 보조금 제공 기관으로부터 지원을 받는다.
유라시아넷은 키르기스 혁명 재조명 특집 웹사이트(2007년)와 월 방문자 25만명 미만 최고의 뉴스 웹사이트(2011년)로 EPpy 어워드를 수상했다. 또한 웨비상에서도 여러 차례 표창을 받았다.